# Shi Junjie
Shi Junjie (en chino: 石 俊杰; 12 de noviembre de 1980) es una deportista china que compitió en judo. Ganó una medalla de oro en el Campeonato Mundial de Judo de 2007, y una medalla de oro en el Campeonato Asiático de Judo de 2007.

## Palmarés internacional
| Campeonato Mundial  | Campeonato Mundial      | Campeonato Mundial | Campeonato Mundial |
| Año                 | Lugar                   | Medalla            | Categoría          |
| ------------------- | ----------------------- | ------------------ | ------------------ |
| 2007                | Río de Janeiro (Brasil) | Medalla de oro     | –52 kg             |
| Campeonato Asiático |                         |                    |                    |
| Año                 | Lugar                   | Medalla            | Categoría          |
| 2007                | Kuwait (Kuwait)         | Medalla de oro     | –52 kg             |